# هلستروف
هلستروف (به فرانسوی: Helstroff) یک کمون در فرانسه است که در Canton of Boulay-Moselle واقع شده‌است.

## خصوصیات
هلستروف ۷٫۹۱ کیلومترمربع مساحت و ۳۴۸ نفر جمعیت دارد و ۳۲۵ متر بالاتر از سطح دریا واقع شده‌است.